# Liesbeth Rasker
Liesbeth Rasker (Amsterdam, 18 juni 1988) is een Nederlands schrijver, podcastmaker en columniste. Ze is onder andere bekend als deskundige bij RTL Boulevard en als columnist in Lonely Planet, Elle en Viva.

## Biografie
Rasker werd geboren als dochter van Frans Rasker, filmproducent, en Liesbeth Hendrikse, initiatiefnemer en eerste hoofdredacteur van de Nederlandse uitgave van het tijdschrift Elle.

#### Reisjournalistiek
Na haar eerste reiservaringen als soloreiziger in 2012 besloot zij zich toe te leggen op het schrijven over reizen, en begon het reisblog Bag To Reality.
Over haar eerste reiservaringen verscheen in 2018 het boek Pinnen in Mongolië; in 2019 gevolgd door een nieuw reisboek, Solo reizen
Tussen 2017 en 2020 schoof Rasker regelmatig aan bij het RTL-programma RTL Boulevard als deskundige op het gebied van reizen.

#### Podcasts
Ook presenteert Rasker verschillende podcasts. Sinds 2019 is zij de presentator van de podcast Diplomatie Raakt, een productie van het ministerie van Buitenlandse Zaken. Zij nam de presentatie over van journalist en tv-maker Herman van Gelderen, die de eerste serie maakte. In deze podcast spreekt zij met Nederlandse ambassadeurs over hun beroep en de landen waarin zij werkzaam zijn. Hiervoor interviewde zij onder andere Simon Smits (Verenigd Koninkrijk), Irma van Dueren (Jemen), en Jeroen Roodenburg (Colombia).
In 2020 maakte Rasker de podcast Dag voor Dag over rouwverwerking. In deze podcast speelde het overlijden van haar moeder en diens goede vriendin Renate Dorrestein een belangrijke rol. In mei 2021 kwam het tweede seizoen online.
Voor De Dienst, de podcast van de AIVD, deed Rasker de presentatie.
Sinds april 2024 presenteert ze de wekelijkse podcast Kroegpraat de Podcast, een spin-off van Kroegpraat op haar Instagram waar ze elke maandag in gesprek gaat met haar volgers. 
Documentaires
In juli 2024 kwam de documentaire Vroeg Verloren uit bij de VPRO, geregisseerd door Tessa Louise Pope. De film gaat over de impact van het verliezen van een ouder op jonge leeftijd, waarbij Raskers persoonlijke verhaal en zoektocht naar haar eigen overleden moeder de rode draad vormt.
In maart 2025 kwam haar tweede documentaire uit, Heb je geen kinderen? bij KRO-NCRV. In deze docu legt Rasker bloot hoe de maatschappij nog steeds bewust en onbewust vrouwen het liefst in de moederrol ziet. 

### Reisboeken
- Pinnen in Mongolië. En andere oplosbare reisongemakken (2018, Singel Uitgeverijen)
- Solo reizen. Hoe je in je eentje de wereld trotseert (2019, Kosmos Uitgevers)

### Columns
- Lonely Planet Magazine
- LINDA.Reizen (2017)
- Elle (2017)
- Viva (sinds 2020)
- Flow Magazine (sinds 2021)